# Micro-région de Csorna
La micro-région de Csorna (en hongrois : csornai kistérség) est une micro-région statistique hongroise rassemblant plusieurs localités autour de Csorna.

## Localités
- Acsalag
- Barbacs
- Bágyogszovát
- Bodonhely
- Bogyoszló
- Bősárkány
- Cakóháza
- Csorna
- Dör
- Egyed
- Farád
- Jobaháza
- Kóny
- Maglóca
- Magyarkeresztúr
- Markotabödöge
- Páli
- Pásztori
- Potyond
- Rábacsanak
- Rábapordány
- Rábasebes
- Rábaszentandrás
- Rábatamási
- Rábcakapi
- Sobor
- Sopronnémeti
- Szany
- Szil
- Szilsárkány
- Tárnokréti
- Vág
- Zsebeháza